# Aleksander Monka
Aleksander Monka – pułkownik WOP, magister prawa,
absolwent wydziału Prawa Uniwersytetu Wrocławskiego. Twórca wielu artykułów o tematyce wojskowej.
Oficer II Armii WP. Przeszedł cały szlak bojowy do Berlina. Przeniesiony do Wojsk Ochrony Pogranicza. Służbę rozpoczął jako dowódca strażnicy w Łużyckiej Brygadzie WOP, zakończył w stopniu pułkownika na stanowisku zastępcy dowódcy brygady WOP w Gliwicach do spraw politycznych. Kawaler Krzyża Walecznych. Jego żoną była Teodozja Monka - Sapińska, dziennikarka Trybuny Ludu, pisarka. Napisała m.in. wspomnienia, wydając je pt. "Poruczniczka", gdzie opisała męża pod imieniem Ziutek oraz "Partyzanckie ballady".

## Artykuły
- "O szerszy rozwój przodownictwa i współzawodnictwa w pododdziałach i jednostkach WOP" - "Biuletyn WOP" 1960, nr 3
- "Na marginesie dwuletniej działalności Rady Wojskowej" - "Biuletyn WOP" 1958, nr 1
- "O niektórych zagadnieniach pracy z ludnością cywilną" - "Biuletyn WOP" 1960, nr 2
- "Obrona Strażnicy", "Granica" 1957, nr 19, s. 5
- "Oficerska Szkoła WOP kuźnią kadr kadr oficerów pogranicza" - "Granica" 1955, nr 23, s. 5

## Odznaczenia
- Krzyż Oficerski Orderu Odrodzenia Polski
- Krzyż Kawalerski Orderu Odrodzenia Polski
- Złoty Krzyż Zasługi
- Srebrny Krzyż Zasługi
- Krzyż Walecznych
- Złoty Medal "Siły Zbrojne w Służbie Ojczyzny"
- Srebrny Medal "Siły Zbrojne w Służbie Ojczyzny"
- Brązowy Medal "Siły Zbrojne w Służbie Ojczyzny"